# 無職の英雄 〜別にスキルなんか要らなかったんだが〜
『無職の英雄 〜別にスキルなんか要らなかったんだが〜』（むしょくのえいゆう べつにスキルなんかいらなかったんだが）は九頭七尾による日本のライトノベル。小説投稿サイト『小説家になろう』にて2017年11月15日から2020年5月15日まで連載され、2018年7月よりアース・スターノベル（アース・スター エンターテイメント）から書籍化されている。イラストは上田夢人。
メディアミックスとしては名苗秋緒によるコミカライズ『無職の英雄 別にスキルなんか要らなかったんだが -才能ゼロの成り上がり-』が『コミック アース・スター』（アース・スター エンターテイメント）にて2018年11月10日より連載中。テレビアニメ化が発表されており、2025年に放送予定。

## あらすじ
十歳になると女神からの祝福として「職業」を与えられる世界。上級職である《剣姫》の母と《魔導王》の父の間に生まれた主人公アレルは、祝福の儀を受けたが職業の祝福を持たない《無職》であることが判明する。しかしアレルは全く悲観することなく、人並外れた修行をすることで職業によって得られる「スキル」を自分自身の力のみで再現することに成功。
職業に縛られず、剣の都市では剣士スキルを極め、魔法都市では魔法学園内の6つの学院全てを同時に履修するといった具合に、特定職のスキルを極める毎に別の職業を学んでいくアレルは、《無職》でありながら全ての上級職のスキルを併用できる非常識な強さを身に着けることになる。

## 登場人物
アレル
声 - 小野賢章
本作の主人公。10歳の頃に「無能」の烙印を押されるが、努力して天才剣士になった。強い。
ライナ
声 - 早見沙織
ヒロイン的な存在。アレルとは同郷の女性剣士。アレルと結婚する。
アステア
声 - 礒部花凜
アレルの姉。ブラコン。「女皇」のスキル〈天命〉を使い、アレルが不自由なく暮らせる世界を創るため「皇国」を創る。
ミラ
声 - 井口裕香
アレルの妹。ブラコン。最上級職「暗殺姫」。
リリア
声 - 上坂すみれ
少女剣士。
レオン
声 - 高橋伸也
アレルの父。「魔導王」と称される天才魔術師。
ファラ
声 - 中原麻衣
アレルの母。「剣姫」と称される天才女性剣士。
クーファ
声 - 大久保瑠美
魔法学院への入学を目指す女の子。

## 反響
Amazon.co.jpの書籍版1巻販売ページにて、ある読者が本作について「不快感の塊のような主人公」「バトルシーンもひどく擬音だらけの落書き」などと酷評。これに対して作者の九頭は『小説家になろう』に投稿した最新話のあとがきにて、この感想に対して「単なる読解力不足」と反論し「たぶん書籍版はもとよりWEB版もちゃんと読んではないんだろうなぁ」と苦言を呈す。後日、反論を受けたユーザーは投稿を追記し、再び本作品および作者を批判する、という口論が起こり、ネット上で話題になった。

## 既刊一覧

### 小説
- 九頭七尾（著）・上田夢人（イラスト） 『無職の英雄 〜別にスキルなんか要らなかったんだが〜』 アース・スター エンターテイメント〈アース・スターノベル〉、全4巻[3]
  1. 2018年7月14日発売[12]、ISBN 978-4-8030-1204-0
  2. 2018年11月15日発売[13]、ISBN 978-4-8030-1248-4
  3. 2019年3月15日発売[14]、ISBN 978-4-8030-1274-3
  4. 2019年6月15日発売[15]、ISBN 978-4-8030-1303-0

### 漫画
- 九頭七尾（原作）・上田夢人（原作）・名苗秋緒（漫画） 『無職の英雄 別にスキルなんか要らなかったんだが -才能ゼロの成り上がり-』 アース・スター エンターテイメント〈アース・スターコミックス〉、既刊9巻（2025年3月12日現在）
  1. 2019年6月12日発売[16]、ISBN 978-4-8030-1298-9
  2. 2020年3月12日発売[17]、ISBN 978-4-8030-1395-5
  3. 2020年9月12日発売[18]、ISBN 978-4-8030-1447-1
  4. 2021年3月12日発売[19]、ISBN 978-4-8030-1497-6
  5. 2021年10月12日発売[20]、ISBN 978-4-8030-1568-3
  6. 2022年5月12日発売[21]、ISBN 978-4-8030-1642-0
  7. 2023年10月12日発売[22][23]、ISBN 978-4-8030-1846-2
  8. 2024年6月12日発売[24]、ISBN 978-4-8030-1959-9
  9. 2025年3月12日発売[25]、ISBN 978-4-8030-2090-8

## テレビアニメ
2023年10月にテレビアニメ化が発表された。2025年10月より放送開始予定。

### スタッフ
- 原作 - 九頭七尾[7]
- キャラクター原案 - 上田夢人、名苗秋緒[7]
- 監督 - 矢花馨[7]
- シリーズ構成・脚本 - 日暮茶坊[7]
- キャラクターデザイン - 千葉孝幸、徐学文[27]
- 色彩設計 - 勝田綾太、山本真希[27]
- 美術設定 - 金延連[27]
- 美術監督 - 安田ゆかり、オリーブ[27]
- 撮影監督 - 加納篤[27]
- 編集 - 村井秀明、岡安プロモーション[27]
- 音響監督 - 森下広人[7]
- 音響効果 - 林佑樹[27]
- 録音調整 - 白鳥陽一[27]
- 音響制作 - ダックスプロダクション[7]
- 音響制作担当 - 川添憲五[27]
- 音楽 - 朝比奈健人[7]
- 制作スタジオ - studio A-CAT[7]
- 制作・著作 - 無職の英雄製作委員会[27]

### 主題歌
「Reincarnation」
花耶によるオープニングテーマ。作詞は稲葉エミとアッシュ井上、作曲はアッシュ井上、編曲は加藤裕介。
「奇跡なんかいらない」
ウタヒメドリーム オールスターズによるエンディングテーマ。作詞はZAQ、作曲・編曲は菊地雅葵。

### 放送局
放送局は未発表。インターネットではdアニメストアほかにて配信予定。

### ユニットメンバー
1. ↑  夢咲いぶき（山﨑玲奈）、桜木舞華（鈴木杏奈）、真白清美（其原有沙）、HiREN（花耶）、水月ひかり（礒部花凜）、高木凛（鷲見友美ジェナ）、萩原ひまわり（倉知玲鳳）、SAKURAKO（竹内夢）